# فلوريد الفضة الأحادية
فلوريد الفضة الأحادي (AgF)  أو أحادي فلوريد الفضة مركب من الفضة و الفلور . وهو مادة صلبة بلون الزنجبيل ، نقطة انصهاره 435 ° م ،  والذي يتطلخ عند تعرضه لرطوبة الهواء . وخلافاً لهاليدات الفضة الأخرى مثل كلوريد الفضة فإنه يذوب في الماء إلى المدى 1.8 كجم/لتر . ولها ذوبانية جزئية في الأسيتونيتريل . يتكون فلوريد الفضة من كربونات الفضة وحمض الهيدروفلوريك . وُجد أن معظم تطبيقات فلوريد الفضة الأحادي في كيمياء الفلور العضوية لإضافة الفلوريد عبر روابط متعددة . على سبيل المثال ، يُضاف فلوريد الفضة الأحادي إلى فوق فلوروألكينات في الأسيتونيتريل لإعطاء مشتقات فوق فلوروألكيل الفضة الأحادية :
RFCF=CF2 + AgF → RFCF(CF3)Ag
أيضاً يشكل الفضة فلوريدات عليا ، كما هو الحال في فلوريد الفضة الثنائية .

## وصلات خارجية
- National Pollutant Inventory - Fluoride and compounds fact sheet